# (673087) 2015 AJ281
(673087) 2015 AJ281 è un oggetto transnettuniano. Scoperto nel 2011, i suoi elementi orbitali erano molto incerti ed è andato perduto. È stato recuperato il 6 gennaio 2015 come 2015 AJ281. L'asteroide è stato identificato come membro della famiglia Haumea in uno studio redatto da Proudfoot e Ragozzine nel 2019.
Attualmente presenta un'orbita caratterizzata da un semiasse maggiore pari a 43,091415 UA e da un'eccentricità di 0,125869, inclinata di 26,831036° rispetto all'eclittica. Ha un diametro stimato di 471 km, in base ad una stima dell'albedo di 0,07, ma probabilmente è di molto inferiore se, come sembra, appartiene alla famiglia Haumea. In ogni caso è un candidato pianeta nano.